# دامبو ترائوره
دامبو ترائوره (انگلیسی: Dambou Traoré؛ زادهٔ ۲۷ نوامبر ۱۹۷۷) بازیکن فوتبال اهل مالی است.
از باشگاه‌هایی که در آن بازی کرده‌است می‌توان به باشگاه فوتبال ستاره سرخ اشاره کرد.
وی همچنین در تیم ملی فوتبال مالی بازی کرده‌است.